# Elia Béatrice Assoumacou
Elia Béatrice Assoumacou est une universitaire et femme politique malgache.

## Biographie
Elia Béatrice Assoumacou, Professeur Titulaire, Socio-anthropologue et Experte en Éducation, Formation d’Adultes et Genre, est enseignante à l'université de Mahajanga.  Le 31 Janvier 2020, elle prend la tête du ministère malgache de l'enseignement supérieur et de la recherche scientifique après le remaniement du Gouvernement Ntsay datant du 29 janvier 2020,,,, et devient la première femme malgache de confession musulmane à occuper ce poste, remplaçant Blanche Nirina Richard. Elle a contribué à la formation des nombreux étudiants et à la recherche depuis 2008 à la Faculté de Droit, de Gestion d'Economie et de Sociologie de l'Université d'Antananarivo avant de créer en 2011 l'Institut des Langues et Civilisations à l'Université de Mahajanga. Elle a également dirigé cet Institut au sein duquel elle a mis en place une équipe pluridisciplinaire pour la promotion de l'Enseignement Supérieur et la Recherche. Elle est restée à la tête du Ministère de l’Enseignement Supérieur et de la Recherche Scientifique à Madagascar de janvier 2020 à janvier 2024. Durant cette période, elle a réalisé plusieurs réformes et s'est concentrée sur le développement de l’enseignement supérieur en mettant en place une politique d'ouverture et de soft skill leadership pour l'établissement de la paix sociale. Entre le mois de mai et le mois d'août 2020, elle est nommée Ministre de l'Éducation Nationale, de l'Enseignement Technique et de la Formation Professionnelle par intérim et en 2003, elle fait partie des membres du Gouvernement collégial. Actuellement, elle est le Responsable de l’équipe d’accueil doctorale Sciences Sociales et Sciences Humaines et Directeur de l'Ecole Doctorale Génie du Vivant et Modélisation à l'université de Mahajanga. 
Issue de la famille royale sakalava d'Ambato Boeny, d'un père Enseignant et d'une mère sage-femme, scolarisée à l'Ecole Notre-Dame de Mahajanga, elle obtient son baccalauréat en classe de premiere en 1998. De 2002 à 2010 elle etudie la sociologie à la Faculté de Droit d'Economie de Gestion et de Sociologie à l'université d'Antananarivo, obtient son Doctorat en Sociologie; de 2008-2009, elle étudie à l'Ecole Normale Supérieure de Fianarantsoa et obtient son diplôme d'étude supérieure spécialisée en Éducation et Formation d'Adultes, avant de pousuivre une formation doctorale de l'Association Internationale des Sociologues de Langues Françaises à Lausanne-Suisse et une formation sur le Genre et Rapports Sociaux de Sexes à l'université de Rennes 2- France.
En 2022,  elle obtient un reclassement et devient la première et la seule femme musulmane ayant le grade de professeur titulaire à Madagascar.